# الهجر (ناطع)

تعديل مصدري - تعديل

الهجر هي إحدى قرى عزلة مسور ال دباش بمديرية ناطع التابعة لمحافظة البيضاء، بلغ تعداد سكانها 181 نسمة حسب تعداد اليمن لعام 2004.